# Galibi (Suriname)
Galibi ist eine karibische (Kali'na) Dorfgemeinschaft und ein Ressort mit 741 Einwohnern (Census 2012),  die administrativ in Christiaankondre und Langamankondre geteilt ist. Außerdem ist Galibi die Bezeichnung für ein Naturreservat im äußersten Nordosten von Suriname, am Mündungsdelta des Marowijne-Flusses in den Atlantischen Ozean, an der Grenze zu Französisch-Guyana, im Distrikt Marowijne.

## Geschichte
Von 1913 bis 1957 wurde beim Dorf Galibi durch die Dutch West Indian Coconut Company auf einer Fläche von circa 500 ha eine Kokosplantage betrieben.
Zum Schutz von Meeresschildkröten wurde 1969 entlang der Küste die Sandstrände von Galibi, Babunsanti und Eilanti mit einem Areal von circa 4000 ha unter Naturschutz gestellt. In der Periode von Februar bis Juli legen hier Lederschildkröten (Aitkanti), Oliv-Bastardschildkröten (Warana), Suppenschildkröten (Krapé) und Echte Karettschildkröten ihre Eier ab. Auf Babunsanti wurde ein Naturschutzposten eingerichtet.
Vor allem wegen der Meeresschildkröten wird Galibi in der Zeit der Eiablage von zahlreichen Touristen besucht. Dabei werden die touristischen Aktivitäten auch von der Kariben-Gemeinschaft selbst organisiert, die dafür von der UNESCO unterstützt werden.

## Konflikt um die Vertreibung der Ureinwohner
Um die Art der Errichtung des Naturreservates gab es viel Kritik von Seiten der Ureinwohner. Sie wurden zunächst gezwungen, ihr angestammtes Areal zu verlassen, da die surinamische Forstbehörde das Reservat für sich reklamierte. Doch im Zuge des Bürgerkriegs 1986–1992 besetzten sie das Territorium im Jahr 1989 erneut und konnten in den Folgejahren die Erlaubnis erhandeln, dort weiterhin zu leben.